# Breutelia stuhlmannii
Breutelia stuhlmannii är en bladmossart som beskrevs av Brotherus 1894. Breutelia stuhlmannii ingår i släktet gullhårsmossor, och familjen Bartramiaceae. Inga underarter finns listade i Catalogue of Life.